# Шах (титула)
Шах (перс. شاه - краљ) је титула коју су себи давали краљеви/цареви и владари Иран тј. Персије. У Ирану (Персији и Великом Ирану) титула је у константној употреби, али не као краљ у европском смислу, јер је сваки персијски владар корисистио тутилу шаханшах (Краљ краљева) или цар Персијског царства. Могулски владари Индијског подконтинента су такође користили титулу шаха. Ријеч води поријекло од староперсијске ријечи Xšâyathiya „краљ“ која је морала бити позајмљена из медијског. Пуна титула Ахеменидских владара Првог персијског царства била је Шахе Шахан, „Краљ Краљева“ или „Цар“.
Такође су је користила различита персијанска друштва, као што су Отоманско царство, Казахстански канат, Бухарски канат, Бухарски емират, Могулско царство, Бенгалски султанат, историјске авганистанске династије и међу Гуркама.

## Етимологија
Реч потиче од староперсијског xšāyaθiya „краљ“, што се некада сматрало позајмницом из медијског, јер је упоређивано са авестијским xšaθra-, „моћ“ и „командовање“, што одговара санскритском kṣatra- (исто значење) , од чега је изведено kṣatriya-, „ратник”. Недавно је облик xšāyaθiya анализиран као права, наслеђена персијска формација са значењем 'које се односи на владавину, владање'. Ова творевина са суфиксом „порекла“ -iya је изведена од девербалне апстрактне именице *xšāy-aθa- 'владање, владати, Herrschaft', од (староперсијског) глагола xšāy- 'владавина, владати'. Пуна, староперсијска титула ахеменидских владара Првог персијског царства била је Xšāyaθiya Xšāyaθiyānām или (савремени персијски) Šāhe Šāhān, „краљ краљева“ или „цар“. Ово звање има древне блискоисточне или месопотамске преседане. Најраније сведочанство о таквој титули датира из средњег асирског периода као šar šarrāni, у вези са асирским владаром Тукулти-Нинуртума I (1243–1207. п. н. е.).

## Историја
Шах, или Шаханшах (краљ краљева) када се употреби целокупан термин, била је титула персијских царева. Укључује владаре првог персијског царства, династију Ахеменида, која је ујединила Персију у шестом веку пре нове ере, и створила огромно интерконтинентално царство, као и владаре наредних династија кроз историју до двадесетог века и царску кућу Пахлавија.
Док се у западним изворима отомански монарх најчешће помиње као султан, на отоманској територији он је најчешће помињан као падишах, а неколико је користило титулу шах у својим туграма. Њихово мушко потомство је добило титулу шехзаде, или принца (дословно, „потомак шаха”, од персијског shahzadeh).
Пуна титула ахеменидских владара била је Xšāyaθiya Xšāyaθiyānām, дословно „краљ краљева“ на староперсијском, што одговара средњеперсијском Šâhân Šâh, и модерном персијском شاهنشاهشاهنشاه (Šâhanšâh). На грчком, ова фраза је преведена као βασιλεὺς τῶν βασιλέων (basileus tōn basiléōn), „краљ краљева“, што је еквивалентно „цару“. Оба термина су често скраћена на своје корене шах и базилеус.
У западним језицима, Шах се често користи као непрецизан превод Шаханша. Термин је први пут забележен на енглеском 1564. као титула за краља Персије и са правописом Shaw. Европљани су дуго времена сматрали шаха посебном краљевском титулом, а не царском, иако су монарси Персије себе сматрали царевима Персијског царства (касније Иранског царства). Европско мишљење се променило у Наполеоново доба, када је Персија била савезник западних сила жељних да натерају отоманског султана да ослободи своје поседе у разним (углавном хришћанским) европским деловима Отоманског царства, и западни (хришћански) цареви су добили потврду Османског царства да ће њихови западни империјални стилови бити преведени на турском као падишах.
У двадесетом веку, шах Персије, Мохамед Реза Пахлави, званично је усвојио титулу شاهنشاه Šâhanšâh и, на западним језицима, император. Такође је стилизовао своју супруку شهبانو Shahbânū („царица“). Мохамед Реза Пахлави је био последњи шах, пошто је иранска монархија укинута након Иранске револуције 1979. године.

## Стилови владара
- Од владавине Ашота II, Багратидски краљеви Јерменије су користили титулу шаханшах, што значи „краљ краљева”.[12]
- Титулу падишах (велики краљ) Османлије су преузели од Иранаца, што је случај и са разним другим монарсима који су тражили империјални ранг, као што су Могули који су успоставили своју династију на Индијском потконтиненту.
- Још један супсидарни стил отоманских и могулских владара био је Shah-i Alam Panah, што значи „краљ који је уточиште света“.
- Шах-Армени („Краљеви Јерменије“, понекад познати и као Ахлахшаси) користили су титулу Shāh-i Arman (дословно „Шах Јермена“).[13]
- Неки монарси су били познати по контракцији имена краљевства са шахом, као што је Хорезмшах, владар краљевства Харезм у Централној Азији, или Ширваншах историјског региона Ширван на Кавказу (данашња Република Азербејџан)
- Краљеви Грузије су себе називали шаханшах заједно са својим другим титулама. Грузијска титула мепетмепе (такође значи краљ краљева [мепе-краљ на грузијском]) такође је инспирисана титулом шаханшаха.

## Шахзаде
Шахзаде (перс. شاهزاده, транслитеровано као Šâhzâde). У царству шаха (или узвишенијег владарског стила), принц или принцеза краљевске крви се логично називају шахзада, јер је термин изведен од шаха користећи персијски патронимски суфикс -zâde или -zâdeh, „рођен од” или „потомак”. Међутим, прецизни пуни стилови могу се разликовати у дворској традицији сваког шаховог краљевства. Ова титула је давана принчевима Османског царства (Şehzade, отомански турски: شهزاده) и користили су је принчеви исламске Индије (Shahzāda, урду: бенг. শাহজাদা) у Могулском царству. Могули и султани из Делхија нису били индијског, већ монголско-турског порекла и били су под великим утицајем персијске културе, настављача традиције и обичаја још од када је персијски језик први пут уведен у регион од стране персијанизованих турских и авганистанских династија вековима раније.
Тако су у Ауду само синови сувереног шаха бахадура (види горе) по праву рођења били стилизовани као „шахзада [лична титула] Мирза [лично име] бахадур“, иако се овај стил такође могао проширити на појединачне унуке и још даље рођаке. Остали мушки потомци владара по мушкој линији су једноставно називани „Мирза [лично име]” или „[лично име] Мирза”. Ово се чак може односити и на немуслиманске династије. На пример, млађи синови владајућег сика махараџе из Панџаба су називани „шахзада [лично име] синг бахадур“.
Позајмљена шахајада, „шахов син“, преузета из могулске титуле шахзада, била је уобичајена кнежевска титула коју су носили унуци и мушки потомци непалског суверена по мушкој линији династије Шах до њеног укидања 2008. године.
За наследника шаховог краљевског трона у „персијском стилу“, коришћене су специфичније титуле, које садрже кључни елемент Вали Ахад, обично поред шахзаде, где су његова млађа браћа и сестре уживали у овом стилу.

## Други стилови
- Шахбану (перс. شهبانو, Šahbânū): персијски израз који користи реч шах и персијски суфикс -banu („дама“): царица, у модерно доба, званична титула царице Фара Пахлави.
- Шахпур (персијски شاهپور Šâhpur) је такође изведен од шаха користећи архаични персијски суфикс -pur „син, мушки потомак”, за обраћање принцу.
- Шахдохт (перзијски شاهدخت Šâhdoxt) је такође још један термин који потиче од шаха користећи персијски патронимски суфикс -dokht „ћерка, женски потомак”, да се обрати принцези царских домаћинстава.
- Шахзаде (перс. شاهزاده Šâhzâde): персијски завршетак за принца (досл.; потомак шаха); овај облик су користили Турци Османлије у облику Şehzade.
- Малек ол-Молук (перс. ملک الملوک) „краљ краљева“, арапска титула коју користе ирански Бујиди, персијски облик абасидског amir al-umara

## Повезани термини
- Сатрап, израз на западним језицима за гувернера персијске провинције, је изобличење речи xšaθrapāvan, дословно „чувар царства“, која потиче од речи xšaθra, староперсијске речи која значи „подручје, провинција“ и етимолошки је повезана са shah.
- Maq'ad-è-Šâh (перс. مقعد شاه Maq'ad-è-Šâh), фраза из које се верује да потиче име Могадиша, што значи „седиште шаха”, одраз раног градског персијског утицаја.[20]
- Термин „шах-мат“ је заправо изведена од „шах“ (од персијског преко арапског, латинског и француског). Сродни термини као што је „шах” такође потичу из персијске речи, њихова савремена значења су се развила из првобитног значења краљевске фигуре.[21]